# Remixed Records
Remixed Records är ett svenskt skivbolag lokaliserat i Enskede, Stockholm.
Ursprungligen var det en skivetikett där framför allt discjockey-kollektivet Swemix (Denniz Pop, StoneBridge, René Hedemyr med flera) mellan 1986 och 1991 gav ut inofficiella remixer av aktuell, ofta svensk, dansmusik. Detta som ett svar på motsvarande service från exempelvis brittiska DMC, Disco Mix Club.
Enbart yrkesverksamma discjockeys kunde köpa skivorna, då genom en prenumeration där man varje månad fick ett antal maxisinglar per post. En egenhet var att i princip samtliga utgåvor saknade information om vad som fanns på skivan. Flera av dessa skivor, som gavs ut i upplagor kring 250 exemplar, har uppnått kultstatus och är eftertraktade av samlare.
När Swemix under 1991 ville koncentrera sig på kommersiell utgivning av skivor såldes etiketten till Giovanni Sconfienza som sedan utvecklade Remixed Records till ett kommersiellt skivbolag med artister som Solid Base, Sonic Dream Collective, mourin och Qbn Flow.